# رالف كايزر
رالف كايزر (بالإنجليزية: Ralph Kaiser)‏ هو سياسي أمريكي، ولد في 27 أغسطس 1950 في بيتسبرغ في الولايات المتحدة. حزبياً، نشط في الحزب الديمقراطي. وقد انتخب عضو مجلس نواب بنسيلفانيا.